# Tethina melitensis
Tethina melitensis är en tvåvingeart som beskrevs av Lorenzo Munari och Ebejer 2001. Tethina melitensis ingår i släktet Tethina och familjen Canacidae.
Artens utbredningsområde är Malta. Inga underarter finns listade i Catalogue of Life.